# Celine Parreñas Shimizu
Celine Parreñas Shimizu, född Parreñas 28 december 1969, är en filippinsk-amerikansk filmskapare och filmvetare. Hon har uppmärksammats för sitt arbete kring rasfrågor, sexualitet och representation. För närvarande (2024) är hon dekan för konst- och mediesektionen vid University of California, Santa Cruz.
Shimizu har ägnat sin karriär åt olika studier av asiatisk-amerikaner i film och den allmänna kulturen, hur hypersexualisering inverkar och hur makt fungerar i relation till individen och gruppen. 2020 uppmärksammades hennes film The Celine Archive, om ett nedtystat mord inom den filippinsk-amerikanska miljön. Hon fungerade 2013 som medredaktör för The Feminist Porn Book.

## Biografi

### Tidiga år
Shimizu är dotter till politiska flyktingar från Filippinerna. Hennes familj flyttade permanent till Cambridge i Massachusetts i den första halvan av 1980-talet, när hon befann sig i tidiga tonåren. I hennes high school med 3 000 studenter fanns det tre filippinsk-amerikaner – Celine och hennes två syskon. Föräldrarna var relativt välutbildade men fick som invandrare i det nya landet nöja sig med lågbetalda arbeten.
Hon studerade senare vid University of California, Berkeley och avlade där 1992 filosofie kandidatexamen i det tvärvetenskapliga ämnet ethnic studies. Därefter avlade 2001 hon en masterexamen i filmregi och filmproduktion vid University of California, Los Angeles
Vid Stanford University avlade hon senare en filosofie doktorsexamen i modernt tänkande och litteratur.

### Karriär och forskning
Efter sina studier har Parreñas Shimizu bland annat varit knuten till avdelningen för filmvetenskap på School of Cinema vid San Francisco State University. Därefter var hon under femton års tid professor i film- och teatervetenskap vid fyra olika sektioner på  University of California, Santa Barbara – för asiatisk-amerikanska studier, litteraturvetenskap, feministiska studier och film- och medievetenskap.
För närvarande (2024) verkar Parreñas Shimizu som dekan på konst- och mediesektionen vid University of California at Santa Cruz, ett universitet där hon 2013 inledde sin verksamhet som gästföreläsare. Som föreläsare har hon ägnat sig åt ämnen som populärkultur, sociala teorier om makt och ojämlikhet, ras och sexualitet, feministisk teori samt film- och teatervetenskap, utöver ämnet filmproduktion. Hon ser makt som en grundläggande kraft i alla sina forskningsämnen, och hon arbetar för att få sina studenter att känna egenmakt i sin förståelse av teorier kring medier eller deras relation till världen i stort.

### Böcker och skrivande
Parreñas Shimizus egenskrivna böcker inkluderar The Hypersexuality of Race: Performing Asian/American Women on Screen and Scene (2007). Där analyserar hon både negativa och positiva sidor av hypersexualiseringen av asiatisk-amerikanska kvinnor i olika medier, inklusive Hollywood, independentfilm, pornografisk film och feministiska produktioner. I boken propageras även för den kontroversiella teorin kring "produktiv perversion", där betydelsen av sexualiserande måste utgå från de "drabbades" egen erfarenhet av sitt deltagande i aktiviteterna.
I Straitjacket Sexualities: Unbinding Asian American Manhoods in the Movies, utgiven 2012, undersöks internationella samproduktioner inom filmbranschen, och deras uppvisande av asiatiska mäns intima relationer via distansering och maktskillnad. 2020 fortsatte hon på ett liknande tema med The Proximity of Other Skins: Ethical Intimacy in Global Cinemas, utgiven på Oxford University Press.
Hon var 2013 en av redaktörerna för The Feminist Porn Book: The Politics of Producing Pleasure, vid sidan av Constance Penley, Mireille Miller-Young och Tristan Taormino. Hon ser pornografisk film som en värdefullt medium att studera, inte minst kring mänskliga fantasier och representation.
2024 kom hennes The Movies of Racial Childhoods: Screening Self-Sovereignty in Asian/America. Den har som ämne hur asiatiska och asiatisk-amerikanska barn presenteras i olika slags filmgenrer, och det är framför allt senare års filmer som är i fokus.
Parreñas Shimizu skriver återkommande i olika akademiska publikationer, däribland Cinema Journal, Concentric, Signs: Journal of Women in Culture and Society, Wide Angle, Theatre Journal, Yale Journal of Law and Feminism, Journal of Asian American Studies och Sexualities. 2009 verkade hon som kolumnist i den då nya nättidskriften FLOWTV.org, och 2013 skrev hon en blogg för webbpublikationen They're All So Beautiful.

### Film
Hennes första långfilm, Birthright: Mothering Across Difference (2009), handlade om hur moderskapet förändrar en kvinnas syn på världen. Dessförinnan hade hon producerat kortfilmer som Mahal Means Love and Expensive (1993), Her Uprooting Plants Her (1995), Super Flip (1997) och The Fact of Asian Women (2002/4).
2020 presenterades The Celine Archive, en närmast journalistisk presentation av filippinsk-amerikanskan Celine Navarro, som 1932 blev levande begravd av "av sina" egna efter hennes brott (som det finns olika versioner av). Shimizu upptäckte historien via sin syster Rachel Parreñas – numera känd sociolog – under dennas arkivarbete på Bancroftbiblioteket vid UC Berkeley. Historien, som bär drag av en tidig feministisk berättelse, berättar en komplicerad historia mot bakgrund av en rasistiskt drabbad filippinsk invandrargemenskap under den stora depressionen och problemet med en ung kvinna som inte vill låta sig tystas. Under det tidiga 1900-talet betraktades filippinare som billig arbetskraft i en amerikansk besittning.
2022 kom 80 Years Later, en dokumentär om japansk-amerikanska familjer och deras upplevelser under andra världskriget. De hade familjemedlemmar som tillhörde de 120 000 japansk-amerikaner som 1942 placerades i amerikanskt fängelse eftersom de uppfattades som hot mot USA:s säkerhet. Filmen är baserad på intervjuer med överlevande och deras ättlingar och kommer ur Shimizus intresse av hennes make Daniel P Shimizus kulturella bakgrund.

### Övriga aktiviteter
Under tiden på University of California at Berkeley grundade hon Smell This, en tidskrift av och om färgade kvinnor. Ungefär samtidigt fungerade hon både som redaktör för Tea Leaves, en asiatisk-amerikansk kulturtidskrift, och för studenttidningen Portfolio.
På UCSB verkade Parreñas Shimizu som ordförande för flera olika råd och kommittéer med kopplingar till sina respektive fakulteter. Hon har fungerat som jurymedlem för San Francisco International Asian American Film Festival, och hon har suttit i juryn för Social Justice Award for Documentary på Santa Barbara International Film Festival. På UCSB var hon sammankallande inför bildandet av forskningsgruppen New Sexualities.
Bland de tidskrifter och förlag där hon verkar som recensent av akademiska verk finns Duke University Press, New York University, Oxford University Press, Rutgers University, Temple University, University of Michigan Press, Signs, GLQ och Frontiers. Hon har suttit i redaktionen för flera akademiska publikationer, och i början av 2020-talet var hon en av redaktörerna för GLQ.
I San Francisco är hon även inblandad den lokala filmbranschen. Hon har suttit i styrelsen för biografföreningen Crowded Fire och är sedan 2021 ledamot av styrelsen för San Francisco Film Festival.

### Familj
Parreñas Shimizu är gift med Daniel P Shimizu, och paret har tillsammans två söner. Den yngste av dem avled 2013, i åtta års ålder, i en virusrelaterad hjärtsjukdom.

## Verk

### Böcker
- Shimizu, Celine Parreñas (2007). The hypersexuality of race: performing Asian/American women on screen and scene. Durham, North Carolina: Duke University Press. ISBN 9780822340331 (vinnare 2007 av Cultural Studies Book Award, Association for Asian American Studies)
- Straitjacket sexualities: unbinding Asian American manhoods in the movies. Stanford, CA: Stanford University Press. 2012. ISBN 9780804773010
- Shimizu, Celine Parreñas; Taormino, Tristan; Penley, Constance; Miller-Young, Mireille (2013). The feminist porn book: the politics of producing pleasure. New York, NY: Feminist Press at the City University of New York. ISBN 9781558618183 (redaktör)
- Proximity of other skins: ethical intimacy in global cinema. New York: Oxford University Press, 2020. ISBN 9780190865863
- The movies of racial childhoods: screening self-sovereignty in Asian/America. Durham: Duke University Press. 2024. ISBN 978-1-4780-2091-2

### Artiklar (urval)

#### Tidskriftsartiklar
- ”The necessary terror of Stephen Winter's Chocolate Babies”. Stanford Black Arts Quarterly. vår/sommar 1998. http://www.oac.cdlib.org/findaid/ark:/13030/c8sq91xt/entire_text/.
- ”Master-slave sex acts: Mandingo and the race/sex paradox”. Wide Angle 21 (4):  sid. 42–61. Oktober 1999. doi:10.1353/wan.2004.0005.
- Shimizu, Celine Parreñas; Lee, Helen (Autumn 2004). ”Sex acts: two meditations on race and sexuality”. Signs: Journal of Women in Culture and Society 30 (1):  sid. 1385–1402. doi:10.1086/421886.
- ”The bind of representation: performing and consuming hypersexuality in Miss Saigon”. Theatre Journal 57 (2):  sid. 247–265. Maj 2005. doi:10.1353/tj.2005.0079.
- ”Queens of anal, double, triple, and the gang bang: producing Asian/American feminism in pornography”. Yale Journal of Law and Feminism 18 (1):  sid. 235–276. 2006. http://digitalcommons.law.yale.edu/yjlf/vol18/iss1/10. pdf.
- ”Screening sexual slavery? Southeast Asian gonzo porn and US anti-trafficking law”. Sexualities 13 (2):  sid. 161–170. April 2010. doi:10.1177/1363460709359230.
- ”Assembling Asian American men in pornography: shattering the self toward ethical manhoods”. Journal of Asian American Studies 13 (2):  sid. 163–189. Juni 2010. doi:10.1353/jaas.0.0082.
- ”Intimate literacies: the ethics of teaching sexually explicit films”. Films for the Feminist Classroom 2 (2). höst 2010. http://ffc.twu.edu/issue_2-2/parrenas-shimizu_essay_1_2-2.html. (tidigare publicerad som del av Signs: Journal of Women in Culture and Society)
- ”Asian American studies must be defended: subjugated knowledges in the age of new media”. Journal of Asian American Studies 15 (3):  sid. 342–346. Oktober 2012. doi:10.1353/jaas.2012.0021.
- ”Can the Subaltern sing, and in a power ballad? Arnel Pineda and Ramona Diaz's Don't Stop Believin': Everyman's Journey”. Concentric: Literary and Cultural Studies 39 (1, Documenting Asia Pacific):  sid. 53–75. Mars 2013. http://www.concentric-literature.url.tw/issues/Documenting%20Asia%20Pacific/4.pdf.
- ”Asian American Cinema (definition)”. Oxford Bibliographies Online. Januari 2013. doi:10.1093/obo/9780199791286-0080. http://www.oxfordbibliographies.com/view/document/obo-9780199791286/obo-9780199791286-0080.xml.

#### Digitala artiklar
- kolumner beställda av FlowTV.org, University of Texas:
  - "Straitjacket Sex Screens", september 2009
  - "The Hypersexual Power of the Hip Hop Hottie: The Black Eyed Peas' 'Bebot'", juli 2009
  - "The Making of My Mothering Movie: On Race, Neoliberalism and Mothering", juni 2009
- "Organic Asian American Sexualities," Theyreallsobeautiful.com (webbserie), april 2013
- "The Vexing Power of Sex and the Face" i Prints of Pop (& War): A Mini-Retrospective av Roger Shimomura. NYU A/P/A Institute, maj 2013.
- Reid Miller, J.; Rodríguez, Richard T.; Shimizu, Celine Parreñas (2018-09-29). ”The Unwatchability of Whiteness: A New Imperative of Representation”. Asian Diasporic Visual Cultures and the Americas 4 (3):  sid. 235–243. doi:10.1163/23523085-00403001. ISSN 2352-3077. https://brill.com/view/journals/adva/4/3/article-p235_235.xml. Läst 22 augusti 2024. (e-tidskrift)

#### Bokkapitel
- de Jesús, Melinda L., red (2005). ”Theory in/of practice: Filipina American feminist filmmaking and explicit sex”. Pinay power: theorizing the Filipina/American experience. New York: Routledge. sid. 309–326. ISBN 9780415949835
- ”Master-slave sex acts: Mandingo and the race/sex paradox”. The persistence of whiteness : race and contemporary Hollywood cinema. London New York: Routledge. 2008. sid. 218–232. ISBN 9780415774130
- ”Pain and pleasure in the flesh of Machiko Saito's experimental movies”. Filming difference: actors, directors, producers, and writers on gender, race, and sexuality in film. Austin: University of Texas Press. 2009. sid. 55–74. ISBN 9780292719743
- Shimizu, Celine Parreñas; Taormino, Tristan; Penley, Constance; Miller-Young, Mireille (2013). ”Introduction: the politics of producing pleasure”. The feminist porn book: the politics of producing pleasure. New York, NY: Feminist Press at the City University of New York. sid. 9–20. ISBN 9781558618183
- ”Bound by expectation: the racialized sexuality of porn star Keni Styles”. The feminist porn book: the politics of producing pleasure. New York, NY: Feminist Press at the City University of New York. 2013. sid. 287–302. ISBN 9781558618183

### Filmproduktioner
produktion, regi, manus och klippning
- 1993 – Mahal Means Love and Expensive. Experimentell berättelse baserad på intervjuer med unga filippinskor om ras, kolonialism, sex och kärlek.
- 1995 – Her Uprooting Plants Her. Experimentell berättelse baserad på intervjuer med filippinsk-amerikanska invandrarfamiljer runt frågeställningar kring hem, minne och exil. Premiär: Women in the Director's Chair, Chicago. Distribution: New York: Third World Newsreel
- 1997 – Super Flip (1997, 16mm. 30 minuter). Experimentell berättelse baserad på intervjuer med filippinsk-amerikanska låglönearbetare i San Francisco i frågor om arbete och kärlek. Premiär: Pacific Film Archive, Berkeley Distribution: Progressive Films, Berkeley
- 2002 – The Fact of Asian Women (digital film, 26 minuter). Experimentell dokumentär som studerar tre generation av asiatisk-amerikansk femmes fatalles i Hollywood. Premiär: Silver Lake Film Festival, Los Angeles. Distribution: Third World Newsreel (medproducent)
- 2009 – Birthright: Mothering Across Difference (digital film, 75 minuter). Premiär: ReelHeart Film Festival, Toronto, Kanada. (medklippare)
- 2020 – The Celine Archive (digital film, 69 minuter[29]). Premiär: 2020 på Los Angeles Asian Pacific Film Festival 2020 (strömmande), fysisk biopremiär 2021: Harlem International Film Festival. Distribution: Women Make Movies[4] (ej klippare)
- 2022 – 80 Years Later (50 minuter)[18]

## Utmärkelser (urval)[27]
- för Mahal Means Love and Expensive
  - 1995 – Certificate of Merit, Berkeley Experimental Festival
  - 1995 – Certificate of Merit, Long Island Film Festival
  - Motion Picture Association of America Prize
- för Super Flip (Pacific Film Archive, 1996)
  - 1995/1996 – Motion Picture Association of America Directing Award
  - 1995/1996 – Edie and Lew Wasserman Directing Fellowship
- för For The Fact of Asian Women (2004)
  - 2002 – Best Documentary Short, Big Mini DV Film Festival, New York
  - 2003 – Best Picture, Women's Issues, ZoieFest.
  - 2003 – Long Format-Education, DV Awards.
  - 2003 – Best of Festival — Documentary, Berkeley Film and Video Festival
- för The Hypersexuality of Race
  - 2007 – Cultural Studies Book Award, Association for Asian American Studies
- för Birthright
  - 2009 – Best Feature Documentary, Big Mini DV Festival, New York

- 2023 – Stanford University Hall of Fame[8]